# Escola Superior de Artes Aplicadas
A Escola Superior de Artes Aplicadas de Castelo Branco foi criada pelo Decreto Lei nº 264/99 de 14 de Julho, tendo iniciado o seu funcionamento no ano escolar de 1999/2000, tornado-se na quinta escola do Instituto Politécnico de Castelo Branco, que inicio com os cursos de Artes da Imagem e de Música, nas variantes de violino, viola d'arco, violoncelo e contrabaixo.
A ESART está estruturada em duas áreas de formação, designadamente Música e Artes do Espectáculo e Comunicação e Artes Visuais, conforme o estudo entregue em devido tempo ao Ministério da Educação e que serviu de base à criação da Escola. 
A ESART tem actualmente quatro licenciaturas bi-etápicas em funcionamento e é hoje, uma instituição de ensino bem alicerçada na rede do Ensino Superior Artístico, que tem merecido o reconhecimento unânime de várias individualidades e Intituições.

## Objectivos, perspectivas e competências
O objectivo da ESART é o de preparar artistas e técnicos nas áreas da Música e Artes do Espectáculo por um lado, nas Artes da Imagem e Design de Moda e Têxtil e Design de Interiores e Equipamento por outro, numa perspectiva de integração artística e técnica numa mesma escola, potenciando a criatividade e os recursos. 
Esta perspectiva permite a existência de cursos, cujo perfil abrange simultaneamente um espectro largo de competências artísticas e uma preparação orientada no sentido de um perfil muito dirigido às necessidades e às funções artísticas e técnicas exigidas pelo mundo actual e futuro.
Se, por um lado, estas duas grandes áreas pressupõem uma grande transversalidade, permitindo uma maior racionalização dos recursos e a possibilidade de os alunos poderem reformular os seus percursos académicos, elas correspondem sobretudo aos novos desafios do mundo actual e terão, por certo, um impacto indelével ao nível do desenvolvimento do país e das regiões.
Sendo uma escola inovadora, é já capaz de responder, em cada momento e em tempo oportuno, às necessidades do mercado de trabalho.
A ESART integra, entre outras, a rede Erasmus, o que permite receber alunos oriundos de toda a Europa para efectuarem estudos neste Instituto.

## Licenciaturas (adaptadas ao Plano de Bolonha)
- Design de Comunicação e Audiovisual (3 anos)
- Design de Interiores e Equipamento  (3 anos)
- Design de Moda e Têxtil (3 anos)
- Música (3 anos)
  - variante de de Canto
  - variante de Formação Musical
  - variante de Instrumento
  - variante de Música Electrónica e Produção Musical